# Ириней Аврамидис
Ириней (на гръцки: Ειρηναίος; на френски: Irénée) е гръцки духовник, регийски епископ на Вселенската патриаршия от 2015 година.

## Биография
Роден е в македонския град Нигрита с името Аргириос Аврамидис (Ἀργύριος Ἀβραμίδης). Учи във Факултета за политически и икономически науки на Атинския университет и в Богословския факултет на Солунския университет. Замонашва се в светогорския манастир Григориат. Там е ръкоположен за дякон и презвитер от митрополит Дионисий Неаполски и Ставруполски. Работи като ефимерий в метоха на Григориат в Ставруполи. като преподавател по богословие в средни училища в Сяр, Кожани и Костур, като проповедник в Костурската епархия и свещеник в Клисурския манастир „Рождество Богородично“ (1997 – 2004) и като архиерейски наместник в Северна Франция, ефимерий в църквата „Св. св. Константин и Елена“ в Париж и преподавател но богословие в средни училища във Франция (2004 – 2015).
На 8 февруари 2015 година в храма „Свети Стефан“ в Париж е ръкоположен за регийски титулярен епископ, викарий на Френската митрополия, от митрополит Емануил Френски в съслужение с митрополитите Стефан Галиполски, Максим Силиврийски, архиепископ Йов Телмески и епископ Вартоломей Арианзки.